# Caaeteboia amarali
Caaeteboia amarali là một loài rắn trong họ Rắn nước. Loài này được Wettstein mô tả khoa học đầu tiên năm 1930.